# Robert Schapire
Robert Elias Schapire (ur. 15 grudnia 1963) – amerykański profesor informatyki. Pracował na Uniwersytecie Princeton, a w 2014 roku przeniósł się do Microsoftu. Zajmuje się uczeniem maszynowym. Wspólnie z Yoavem Freundem za algorytm AdaBoost otrzymał w 2003 roku nagrodę Gödla, a w 2004 roku Nagrodę Parisa Kanellakisa.

## Życiorys
Opiekunem jego pracy magisterskiej był Ron Rivest. Studia ukończył w 1991 roku. W 2002 roku został profesorem informatyki na Uniwersytecie Princeton. W 2014 roku przeszedł do Microsoft Research. W tym samym roku razem z Yoavem Freundem zostali wybrani do National Academy of Engineering i znaleźli się w gronie jej 2250 członków. Zaproszenie do Akademii jest jednym z najwyższych wyróżnień dla inżyniera w USA.
Zajmuje się uczeniem maszynowym ze szczególnym uwzględnieniem boostingu i uczenia się online. Współpracował z Yoavem Freundem nad algorytmem AdaBoost, za co otrzymali w 2003 roku nagrodę Gödla, a w 2004 roku Nagrodę Parisa Kanellakisa.